# Нагорода «Греммі» за найкращу рок-пісню
Нагорода Греммі за найкращу рок-пісню року (англ. Grammy Award for Best Rock Song) вручається на щорічній церемонії в США з 1992 року. Одна з найпрестижніших нагород у сучасній рок-музиці. Номінація «Рок-пісня року» (Best Rock Song) є однією з понад 100 інших номінацій цієї премії.

## Історія
Брюс Спрінґстін вигравав у цій категорії 4 рази (рекорд) і мав 9 номінацій (рекорд). Серед інших переможців: Аланіс Моріссетт (2 перемоги), Red Hot Chili Peppers (2) і U2 (2). Американські виконавці переважають серед переможців, з інших країн представлені Велика Британія, Ірландія, Канада. У чотирьох випадках у одного і того-ж музиканта відразу дві його пісні були представлені в цій категорії в один рік. Гурт Aerosmith був номінований за дві свої пісні «Cryin'» і «Livin' on the Edge» в 1994 році, співачка Мелісса Етерідж в 1995 була номінована за дві свої пісні «Come to My Window» і «I'm the Only One», Джейкоб Ділан із The Wallflowers переміг в 1998 році з піснею «One Headlight», а крім того був номінований і за другу пісню «The Difference». Гурт U2 в 2002 році був номінований за пісні «Elevation» і «Walk On». Співачка Мелісса Етерідж, гурти Aerosmith і Coldplay мають найбільше число номінацій без жодної перемоги (у кожного по три). Ніл Янг переміг у 2011 році.
| Рік  | Виконавець                                           | Країна          | Пісня                           | Автори                                                                   | Номінанти | Джерело |
| ---- | ---------------------------------------------------- | --------------- | ------------------------------- | ------------------------------------------------------------------------ | --- | ------- |
| 1992 | Стінг                                                | Велика Британія | «The Soul Cages»                | Стінг                                                                    | - Queensrÿche — «Silent Lucidity» (Кріс ДеГармо) | [ 1 ]   |
| 1993 | Ерік Клептон                                         | Велика Британія | «Layla»                         | Ерік Клептон Джим Гордон                                                 | - Брюс Спрінґстін — «Human Touch» (Спрінґстін) | [ 2 ]   |
| 1994 | Soul Asylum                                          | США             | «Runaway Train»                 | Дейв Пірнер                                                              | - Міт Лоуф — «I'd Do Anything for Love (But I Won't Do That)» (Джим Стейнмен) | [ 3 ]   |
| 1995 | Брюс Спрінґстін                                      | США             | «Streets of Philadelphia»       | Брюс Спрінґстін                                                          | - Soundgarden — «Black Hole Sun» (Кріс Корнелл) | [ 4 ]   |
| 1996 | Аланіс Моріссетт                                     | Канада          | «You Oughta Know»               | Glen Ballard Аланіс Моріссетт                                            | - Ніл Янг — «Downtown» (Янг) | [ 5 ]   |
| 1997 | Трейсі Чапмен                                        | США             | «Give Me One Reason»            | Трейсі Чапмен                                                            | - The Wallflowers — «6th Avenue Heartache» (Джейкоб Ділан) | [ 6 ]   |
| 1998 | The Wallflowers                                      | США             | «One Headlight»                 | Джейкоб Ділан                                                            | - The Wallflowers — «The Difference» (Джейкоб Ділан) | [ 7 ]   |
| 1999 | Аланіс Моріссетт                                     | Канада          | «Uninvited»                     | Аланіс Моріссетт                                                         | - The Verve — «Bitter Sweet Symphony» (Річард Ешкрофт, Мік Джагер, Кейт Річардс) | [ 8 ]   |
| 2000 | Red Hot Chili Peppers                                | США             | «Scar Tissue»                   | Red Hot Chili Peppers                                                    | - Брюс Спрінґстін — «The Promise» (Спрінґстін) | [ 9 ]   |
| 2001 | Степ Скотт Марк Тремонті                             | США             | «With Arms Wide Open»           | Creed                                                                    | - Флі, Джон Фрусчанте, Ентоні Кідіс, Чед Сміт — «Californication» (Red Hot Chili Peppers) | [ 10 ]  |
| 2002 | Train (гурт)                                         | США             | «Drops of Jupiter (Tell Me)»    | Train                                                                    | - Марті Фредеріксен, Стівен Тайлер — «Jaded» (Aerosmith) - Ґай Беррімен, Джонні Бакленд, Вілл Чемпіон, Кріс Мартін — «Yellow» (Coldplay) - U2 — "Elevation (U2) - U2 — «Walk On» (U2) | [ 11 ]  |
| 2003 | Брюс Спрінґстін                                      | США             | «The Rising»                    | Брюс Спрінґстін                                                          | - Чед Крюгер — «Hero» (Чед Крюгер) | [ 12 ]  |
| 2004 | Джей Вайт                                            | США             | «Seven Nation Army»             | The White Stripes                                                        | - Девід Ходжес, Емі Лі, Бен Муді — «Bring Me to Life» (Evanescence) - Чед Крюгер, Майк Крюгер, Раян Піке, Раян Вікдейл — «Someday» (Nickelback) - Хорхе Кальдерон, Воррен Зівон — «Disorder in the House» (Брюс Спрінґстін та Воррен Зівон) - Чарлі Колін, Патрік Монахен, Джиммі Стеффорд, Скотт Андервуд — «Calling All Angels» (Train)    | [ 13 ]  |
| 2005 | U2                                                   | Ірландія        | «Vertigo»                       | U2                                                                       | - Дафф, Дейв Кушнер, Слеш, Метт Сорум, Скотт Вейленд — «Fall to Pieces» (Velvet Revolver) | [ 14 ]  |
| 2006 | U2                                                   | Ірландія        | «City of Blinding Lights»       | U2                                                                       | - Ріверс Куомо — «Beverly Hills» (Weezer) | [ 15 ]  |
| 2007 | Red Hot Chili Peppers                                | США             | «Dani California»               | Red Hot Chili Peppers                                                    | - Ніл Янг — «Lookin' for a Leader» (Янг) | [ 16 ]  |
| 2008 | Брюс Спрінґстін                                      | США             | «Radio Nowhere»                 | Брюс Спрінґстін                                                          | - Люсінда Вільямс — «Come On» (Люсінда Вільямс) | [ 17 ]  |
| 2009 | Брюс Спрінґстін                                      | США             | «Girls in Their Summer Clothes» | Брюс Спрінґстин                                                          | - Radiohead — «House of Cards» (Radiohead) | [ 18 ]  |
| 2010 | Kings of Leon                                        | США             | «Use Somebody»                  | Kings of Leon                                                            | - U2 — «I'll Go Crazy If I Don't Go Crazy Tonight» (Боно, Адам Клейтон, Едж, Ларрі Маллен) | [ 19 ]  |
| 2011 | Ніл Янг                                              | Канада          | «Angry World»                   | Ніл Янг                                                                  | - Muse — «Resistance» (Метью Белламі) | [ 20 ]  |
| 2012 | Foo Fighters                                         | США             | «Walk»                          | Foo Fighters                                                             | - Radiohead — «Lotus Flower» |         |
| 2013 | The Black Keys                                       | США             | «Lonely Boy»                    | The Black Keys (Ден Аувербах, Браян Бартон & Патрік Карні, автори пісні) | - Брюс Спрінґстін — «We Take Care of Our Own» (Брюс Спрінґстін, автор пісні) |         |
| 2014 | Дейв Ґрол, Пол Маккартні, Кріст Новоселіч і Пет Смір | США             | «Cut Me Some Slack»             | Пол Маккартні, Дейв Ґрол, Кріст Новоселіч і Пет Смір                     | - Метью Белламі — «Panic Station» (Muse) - Гізер Батлер, Тоні Айоммі та Оззі Озборн — «God Is Dead?» (Black Sabbath) - Ґері Кларк (молодший) — «Ain't Messin 'Round» (Ґері Кларк) - Мік Джагер та Кейт Річардс — «Doom and Gloom» (The Rolling Stones)                                                                                       |         |
| 2015 | Гейлі Вільямс і Тейлор Йорк                          | США             | «Ain't It Fun»                  | Paramore                                                                 | - Гейлі Вільямс і Тейлор Йорк — «Ain' It Fun» (Paramore) | [ 21 ]  |
| 2016 |                                                      |                 |                                 |                                                                          | - Alabama Shakes — «Don't Wanna Fight» (Alabama Shakes) - Dave Bassett та Elle King — «Ex's & Oh's» (Elle King) - Iain Archer та James Bay — «Hold Back the River» (James Bay) - Richard Meyer, Ryan Meyer і Johnny Stevens — «Lydia» (Highly Suspect) - John Hill, Tom Hull та Флоренс Велч — «What Kind of Man» (Florence and the Machine) |         |
| 2017 | Девід Бові                                           | Велика Британія | «Blackstar»                     | Девід Бові                                                               | - Radiohead — «Burn the Witch» (Radiohead) - James Hetfield and Lars Ulrich — «Hardwired» (Metallica) - Tyler Joseph — «Heathens» (Twenty One Pilots) - Richard Meyer, Ryan Meyer and Johnny Stevens — «My Name Is Human» (Highly Suspect)                                                                                                   | [ 20 ]  |